# اچ‌ام‌اس افیس (۱۹۱۵)
اچ‌ام‌اس افیس (۱۹۱۵) (به انگلیسی: HMS Aphis (1915)) یک کشتی بود که طول آن ۲۳۷ فوت ۶ اینچ (۷۲٫۳۹ متر) بود. این کشتی در سال ۱۹۱۵ ساخته شد.